# 阿羅本
阿羅本（あらほん、阿罗本、拼音: Āluóběn）は、唐朝へキリスト教を広めるために訪れた宣教師。阿羅本の原音は、セム系"アブラハム"の訳であるという説や、aloho punoya, "神の改宗"などの説がある。
歴史上、最も早く中国にキリスト教（ネストリウス派）を伝えた人物といわれている。
「大秦景教流行中国碑」によると、唐代貞観9年（635年）、阿羅本はアッシリア東方教会の使いでネストリウス派の主教として、宣教団を率い、首都・長安へ向かった。唐太宗は宰相の房玄齢に長安郊外まで出迎えさせた。当時、唐は各所からの外国人の来訪を歓迎していた。
貞観12年（638年）、ネストリウス派キリスト教は唐朝に認められ、唐朝は資金を援助して、教会(後の大秦寺)を建てさせた。
唐高宗時代になると、阿羅本は「鎮国大法主」に封ぜられ、各地に景寺（教会）を建てるよう詔勅が下され、ネストリウス派キリスト教は唐王朝に広まることになった。